# Ямаґісі Йоріко
Ямаґісі Йоріко (нар. 11 березня 1972) — колишня японська тенісистка.
Найвищу одиночну позицію світового рейтингу — 352 місце досягла 10 листопада 1997, парну — 159 місце — 3 листопада 1997 року.
Здобула 8 парних титулів.

## Фінали ITF
| турніри $25,000 |
| турніри $10,000 |

### Парний розряд: 13 (8–5)
| Результат | Ранг | Дата              | Турнір                    | Покриття | Партнерка            | Суперниці                             | Рахунок             |
| --------- | ---- | ----------------- | ------------------------- | -------- | -------------------- | ------------------------------------- | ------------------- |
| Перемога  | 1.   | 22 червня 1992    | Лейрія, Португалія        | Тверде   | Еміко Сакаґуті       | Нансі ван Ерп Мотідзукі Хіроко        | 6–2, 7–5            |
| Поразка   | 1.   | 14 лютого 1994    | Фару, Португалія          | Тверде   | Ісіда Кейко          | Антоанета Пандєрова Теодора Недева    | 1–6, 3–6            |
| Перемога  | 2.   | 3 жовтня 1994     | Ібаракі (Ібаракі), Японія | Тверде   | Кім Іль Сун          | Асагое Сінобу Іноуе Харука            | 6–2, 6–1            |
| Поразка   | 2.   | 24 липня 1995     | Стамбул 2, Туреччина      | Тверде   | Людмила Вармужова    | Емануела Брузаті Марія Паола Дзавальї | 6–7(5), 3–6         |
| Перемога  | 3.   | 11 березня 1996   | Тайбей, Тайвань           | Тверде   | Такума Кадзуе        | Сюй Сюелі Вен Цзитін                  | 7–5, 6–7(5), 7–6(4) |
| Перемога  | 4.   | 24 червня 1996    | Орбетелло, Італія         | Ґрунт    | Хотта Томое          | Крістіна Сальві Андрея Ехрітт-Ванк    | 3–6, 7–5, 6–2       |
| Перемога  | 5.   | 4 листопада 1996  | Маніла, Філіппіни         | Тверде   | Такасе Аямі          | Won Kyung-joo Ху Чін-Бі               | 6–3, 6–4            |
| Перемога  | 6.   | 6 квітня 1997     | Бандунґ 1, Індонезія      | Тверде   | Хотта Томое          | Вінне Пракуся Ені Сулістьоваті        | 2–6, 7–6, 7–5       |
| Перемога  | 7.   | 23 червня 1997    | Мілан, Італія             | Трава    | Хотта Томое          | Анна Лінкова Марія Головизніна        | 6–3, 5–7, 6–4       |
| Поразка   | 3.   | 21 липня 1997     | Джакарта, Індонезія       | Ґрунт    | Хотта Томое          | Сюй Сюелі Ван Си-тін                  | 4–6, 4–6            |
| Поразка   | 4.   | 28 липня 1997     | Бандунґ 2, Індонезія      | Тверде   | Хотта Томое          | Ісіда Кейко Бенджамас Сангарам        | 2–6, 6–3, 4–6       |
| Поразка   | 5.   | 23 лютого 1998    | Мумбаї, Індія             | Тверде   | Урабе Намі           | Чень Цзінцзін Ян Цинь                 | 6–7(5), 2–6         |
| Перемога  | 8.   | 30 листопада 1998 | Майорка, Іспанія          | Ґрунт    | Ана Катаріна Ногейра | Сільвія Соснарова Марі Врба           | 6–4, 3–6, 6–1       |